# Трефіловський Дмитро Сергійович
Дмитро Сергійович Трефіловський (нар. 5 січня 1984, м. Артемівськ Донецької області) — український футболіст, захисник.
Виступав за: «Олімпік-УОР» Донецьк, УОР Донецьк, «Волинь» Луцьк (юнаки), «Волинь» Луцьк, ФК «Ковель-Волинь-2» Ковель, «Іква» Млинів, «Волинь» Луцьк (дубль), «Газовик-Скала» Стрий, ФК «Полтава», «Нива» Вінниця, «Нива» Тернопіль.